# Близнюкові асоціації
Близнюкові асоціації (син.  Асоціації вікаруючі; англ. win association) — фітоценони, які при подібності домінантів (або домінантних  синузій) відрізняються тільки по одному з ярусів (синузій). Термін запропонований в 1881 р. фінським геоботаніком Р. Хультом і використовувався В. М. Сукачовим, який об'єднував Б.а. в цикли (кисличники, чорничники, біломошники і т.і.). Поняття йде витоками в типологічні дослідження Каяндера (англ. Cajander) і замикається з методом синузій Т. М. Ліппмаа, який акцентував автономність різних ярусів лісових  угруповань. Цикл близнюкових асоціацій близький до типу лісу А. Каяндера та асоціації в трактуванні прихильників класифікації фітоценозів флористичної.